# セルジー
セルジー （Cergy）は、フランス、イル・ド・フランス地域圏、ヴァル＝ドワーズ県のコミューン。県都はポントワーズであるが、県庁の庁舎はセルジーにある。
教育機関として、私立のグランゼコールであるエセック・ビジネススクール（エセック経済商科大学院大学）や、セルジー＝ポントワーズ大学等がセルジー＝ポントワーズ地区にある。

## 地理
パリの北西、ヴェクサン・フランセ地方の南にあたる。ラ・デファンスへは約3kmの距離である。

## 由来
ガロ＝ローマ時代のラテン語人名ServiusまたはCerviusにちなみ、接尾の-acumをつけセルヴィアクム（Serviacum）と呼ばれたのが最も古い名称である。

## 交通
- 道路 - A15
- 鉄道 - ■A線セルジー・ル・オー駅、セルジー＝サン＝クリストフィー駅、セルジー＝プレフェクチュール駅

## 姉妹都市
- Erkrath、ドイツ
- コロンビア (メリーランド州)、アメリカ合衆国
- ウェスト・ランカシャー、イギリス
- 遼陽市、中国
- ポルトノヴォ、ベニン
- トレス・カントス、スペイン